# Lei de Snell
Em ótica, a lei de Snell, ou simplesmente lei de refração, resume-se a uma expressão que dá o desvio angular sofrido por um raio de luz ao passar para um meio com índice de refração diferente do qual ele estava percorrendo. Em outras palavras, descreve a relação entre os ângulos de incidência e refração, quando referindo-se a luz ou outras ondas passando através de uma fronteira (interface) entre dois meios isotrópicos diferentes, tais como água e vidro. A lei de Snell-Descartes refere-se aos cientistas Willebrord Snellius e René Descartes.

Refração da luz na interface entre dois diferentes índices de refração, com.

Para um raio de luz monocromática passando de um meio para o outro, é constante o produto do seno do ângulo, formado pelo raio e pela normal, com o índice de refração em que se encontra esse raio. Matematicamente:
{\displaystyle n_{1}\cdot \operatorname {sen} \theta _{1}=n_{2}\cdot \operatorname {sen} \theta _{2}}
em que {\displaystyle \theta _{1}} e {\displaystyle \theta _{2}} são os ângulos de incidência e refração, respectivamente, e {\displaystyle n_{1}} e {\displaystyle n_{2}} os índices de refração dos dois meios.

## Índice de refração
Para determinar o índice de refração ({\displaystyle n}) deve-se utilizar a expressão:
Na qual:
- {\displaystyle c} é a velocidade da luz no vácuo (constante);
- {\displaystyle v} é a velocidade no meio escolhido; e
- {\displaystyle n} é o índice de refração do meio escolhido

## Explicação
A lei de Snell é usada para determinar a direção dos raios de luz através de meios refrativos com índices de refração distintos. Os índices de refração dos meios, {\displaystyle n_{1}}, {\displaystyle n_{2}}  e assim por diante, são usados para representar o fator pelo qual a velocidade de um raio de luz diminui ao deslocar-se através de um meio refrativo, como vidro ou água, em oposição à sua velocidade no vácuo.
Conforme a luz cruza a fronteira entre os meios, dependendo dos índices de refração relativos entre os dois, a luz poderá ser refratada para um ângulo menor ou maior. Esses ângulos são medidos com respeito à linha normal, representada perpendicularmente à fronteira. No caso onde luz desloca-se do ar para a água, a luz seria refratada em direção à linha normal, pois a velocidade da luz diminui na água; já a luz deslocando-se da água para o ar seria refratada na direção oposta á linha normal.
A refração entre duas superfícies é denominada reversível pois se todas as condições forem idênticas, os ângulos seriam os mesmos para a luz movendo-se na direção oposta.
A Lei de Snell é geralmente verdadeira somente para meios isotrópicos (como o vidro). Em meios anisotrópicos como alguns cristais, a birrefringência pode dividir o raio refratado em dois raios, o ordinário ou raio-o que segue a Lei de Snell, e o outro extraordinário ou raio-e que pode não ser coplanar ao raio incidente.
Quando a luz ou outra onda envolvida é monocromática, isto é, frequência única, a Lei de Snell pode também ser expressa em termos de uma razão dos comprimentos de onda do raio em cada meio, λ1 e λ2:
{\displaystyle {\frac {\sin \theta _{1}}{\sin \theta _{2}}}={\frac {v_{1}}{v_{2}}}={\frac {\lambda _{1}}{\lambda _{2}}}}

## Derivações e fórmula

Frente de onda de um ponto de origem no contexto da Lei de Snell. A região abaixo da linha cinza possui um índice de refração maior, e proporcionalmente menor velocidade da luz, do que a região acima dela.

A Lei de Snell pode ser derivada pelo princípio de Fermat, que diz que a luz viaja pelo caminho que leva o menor tempo. Ao tomar a derivada do comprimento do caminho óptico, o ponto estacionário é encontrado, dando o caminho tomado pela luz (Embora deva-se ter em mente que o resultado não mostra a luz utilizando o caminho de menor tempo, mas sim o caminho que é estacionário para pequenas variações, de modo que há casos onde a luz na verdade toma o caminho que leva o maior tempo, como em um espelho esférico). Em uma analogia clássica, o meio de menor índice de refração pode ser visto como uma praia, e o de maior índice de refração como o oceano, e o modo mais rápido de um salva-vidas na praia chegar até uma pessoa no oceano é percorrendo o caminho que segue a Lei de Snell.
Alternativamente, a Lei de Snell pode ser derivada utilizando a interferência de todos os caminhos possíveis da onda de luz da fonte até o observador—que resultam em interferência destrutiva em todos os pontos exceto no extremo da fase (onde a interferência será construtiva}— os quais tornam-se caminhos.
Outra maneira de derivar a Lei de Snell envolve uma aplicação das condições gerais de contorno das equações de Maxwell para radiação eletromagnética.
Ainda outra maneira de derivar a Lei de Snell é baseada em considerações de simetria de translação. Por exemplo, uma superfície homogênea perpendicular à direção z não pode mudar o momento transverso. Já que o vetor de propagação {\displaystyle {\vec {k}}} é proporcional ao momento do fóton, a direção da propagação transversa {\displaystyle (k_{x},k_{y},0)} deve permanecer  a mesma em ambas as regiões. Presumindo sem perda de energia um plano de incidência no plano {\displaystyle z,x} {\displaystyle k_{x{\text{Região}}_{1}}=k_{x{\text{Região}}_{2}}}. Usando a dependência conhecida do número de onda no índice de refração do meio, derivamos a Lei de Snell.
{\displaystyle k_{x{\text{Região}}_{1}}=k_{x{\text{Região}}_{2}}\,}
{\displaystyle n_{1}k_{0}\sin \theta _{1}=n_{2}k_{0}\sin \theta _{2}\,}
{\displaystyle n_{1}\sin \theta _{1}=n_{2}\sin \theta _{2}\,}
Sendo {\displaystyle k_{0}={\frac {2\pi }{\lambda _{0}}}={\frac {\omega }{c}}} é o número de onda no vácuo. Perceba que nenhuma superfície é realmente homogênea, pelo menos em escala atômica. Ainda assim simetria translacional completa é uma excelente aproximação quando a região é homogênea na escala do comprimento de onda da luz.

### Forma vetorial
Dado um vetor de luz normalizado l (apontando da fonte de luz em direção à superfície) e um vetor normalizado do plano normal n, podemos encontrar os raios normalizados refletido e refratado:
{\displaystyle \cos \theta _{1}=\mathbf {n} \cdot (-\mathbf {l} )}
{\displaystyle \cos \theta _{2}={\sqrt {1-\left({\frac {n_{1}}{n_{2}}}\right)^{2}\left(1-\left(\cos \theta _{1}\right)^{2}\right)}}}
{\displaystyle \mathbf {v} _{\mathrm {refletido} }=\mathbf {l} +\left(2\cos \theta _{1}\right)\mathbf {n} }
{\displaystyle \mathbf {v} _{\mathrm {refratado} }=\left({\frac {n_{1}}{n_{2}}}\right)\mathbf {l} +\left({\frac {n_{1}}{n_{2}}}\cos \theta _{1}-\cos \theta _{2}\right)\mathbf {n} }
Nota: {\displaystyle \cos \theta _{1}} deve ser positivo. Caso contrario, use
{\displaystyle \mathbf {v} _{\mathrm {refratado} }=\left({\frac {n_{1}}{n_{2}}}\right)\mathbf {l} +\left({\frac {n_{1}}{n_{2}}}\cos \theta _{1}+\cos \theta _{2}\right)\mathbf {n} .}
Exemplo:
{\displaystyle \mathbf {l} =\{0.707107,-0.707107\},~\mathbf {n} =\{0,1\},~{\frac {n_{1}}{n_{2}}}=0.9}
{\displaystyle \mathbf {~} \cos \theta _{1}=0.707107,~\cos \theta _{2}=0.771362}
{\displaystyle \mathbf {v} _{\mathrm {refletido} }=\{0.707107,0.707107\},~\mathbf {v} _{\mathrm {refratado} }=\{0.636396,-0.771362\}}
Os cossenos podem ser reutilizados nas equações de Fresnel para encontrar a intensidade dos raios resultantes.

A reflexão interna total é indicada por um radicando negativo na equação para {\displaystyle \cos \theta _{2}}. Nesse caso, uma onda evanescente é produzida, a qual decai rapidamente a partir da superfície e adentrando o segundo meio. A conservação de energia é mantida pela circulação da energia através da fronteira, em que a média da transmissão de energia de rede é zero.

Demonstração de não-refração à ângulos maiores que o ângulo crítico.

## Reflexão interna total e ângulo crítico
Quando a luz viaja de um meio com índice de refração maior para um com índice de refração menor, a Lei de Snell parece necessitar em alguns casos (quando o ângulo de incidência é suficientemente grande) que o seno do ângulo de refração seja maior que um. Isso claramente é impossível, e a luz nesses casos é completamente refletida pela fronteira, um fenômeno conhecido como reflexão interna total O maior ângulo de incidência possível que ainda resulta em um raio refratado é chamado de ângulo crítico; nesse caso o raio refratado viaja ao longo da fronteira entre os dois meios.

Refração da luz na fronteira entre dois meios.

Por exemplo, considere um raio de luz movendo-se da água para o ar com um ângulo de incidência de 50°. Os índices de refração da água e do ar são aproximadamente 1.333 e 1, respectivamente, então a Lei de Snell nos dá a relação.
{\displaystyle \sin \theta _{2}={\frac {n_{1}}{n_{2}}}\sin \theta _{1}={\frac {1.333}{1}}\cdot \sin \left(50^{\circ }\right)=1.333\cdot 0.766=1.021,}
A qual é impossível satisfazer. O ângulo crítico θcrit é o valor de θ1 para o qual θ2 é igual a 90°:
{\displaystyle \theta _{\text{crit}}=\arcsin \left({\frac {n_{2}}{n_{1}}}\sin \theta _{2}\right)=\arcsin {\frac {n_{2}}{n_{1}}}=48.6^{\circ }.}

## Dispersão
Em diversos meios propagadores de onda, a velocidade da onda muda conforme a frequência ou o comprimento de onda das ondas; Isso é verdadeiro para a propagação da luz na maioria dos meios transparentes, com exceção do vácuo. Esses meios são chamados de dispersivos. O resultado é que os ângulos determinados pela Lei de Snell também dependem da frequência e do comprimento de onda, de modo que um raio com comprimentos de ondas mistos, como a luz branca, irá se espalhar ou dispersar. Tal dispersão de luz no vidro ou na água oculta a origem dos arco-íris e de outros fenômenos ópticos, nos quais diferentes comprimentos de onda apresentam-se como diferentes cores.
Em instrumentos ópticos, a dispersão leva à aberração cromática; um borrado dependente da cor que algumas vezes é efeito do limite de resolução. Isso ocorre especialmente em telescópios de refração, antes da invenção das lentes objetivas acromáticas.

## Meios condutores, absorvedores ou com perdas
Em um meio condutor, a permissividade e o índice de refração são valores complexos. Consequentemente, o ângulo de refração e o vetor de onda também são. Isso implica que, enquanto as superfícies de uma fase real constante são planas cujas normais fazem um ângulo igual ao ângulo de refração com a normal da fronteira, as superfícies de amplitude constante, em contraste, são planos paralelos à própria fronteira. Como esses dois planos geralmente não coincidem, a onda é dita não-homogênea. A onda refratada é exponencialmente atenuada, com expoente proporcional à componente imaginária do índice de refração.